# Männerballett

Männerballett

Das Männerballett im ursprünglichen Sinne stellt den Tanz von Männern in Frauenkleidern, während der Karnevalszeit, zur Belustigung des Publikums bei Prunksitzungen dar. Heute entwickeln sich Männerballette jedoch auch vermehrt in Richtung Schautanz, die den Gardetänzen in nichts nachstehen.
Es gibt u. a. auch die Deutsche Meisterschaft für Männerballette, die vom Bundesverband Deutscher Männerballette e. V. ausgerichtet wird. Diese Veranstaltung zeigt an zwei Vorrundentagen bis zu 60 Ballette aus ganz Deutschland. Am Finaltag zeigen nochmals 20 Ballette die eigenen Shows. Amtierender Deutscher Meister ist das Männerballett des MCE Finsterwalde in der Kategorie U35 sowie das Männerballett „O-Town-Players“ aus Oppenheim in der Kategorie Ü35.

## Geschichte
Die genaue Entstehung des Männerballetts ist nicht belegt. Weder das Zentralarchiv der Deutschen Fastnacht noch das Deutsche Fastnachtmuseum oder andere Faschingsarchive haben Dokumentationen darüber. Auch eine genaue Datierung der Entstehung ist nicht möglich.
In den Städten des Mittelalters pflegten die Mitglieder verschiedener Berufsgruppen zur Fastnachtszeit Schautänze als Repräsentationsbrauchtum. Vermutlich liegen hier auch die Wurzeln des Männerballetts. Früheste Belege für diese vorgeführten und einstudierten Tänze findet man in Nürnberg. Dort waren es die Metzger, die das Privileg zur Aufführung des Zämertanzes, vermutlich als Dank für ihre Loyalität gegenüber dem Stadtfürsten, 1348/49 erhalten haben sollen. In der Folgezeit wurde dieser Tanz mehr als 200 Jahre lang zu Fastnacht aufgeführt, so ist es im Narren-Spiegel nachzulesen.
Es gibt auch Berichte um den Westfälischen Frieden von 1648, wo schon auf Männerballette hingewiesen wird.
Im Jahr 1824 beschlossen die Wäscherinnen im rechtsrheinischen Bonn-Beuel, am Donnerstag vor Karneval die Herrschaft an sich zu reißen, wofür sie sich zu einem Damenkomitee zusammenschlossen. Während ein großer Teil der Männer mit Schiffen unterwegs war, um die gewaschene Wäsche auszufahren, übernahmen sie die Kontrolle über das jecke Treiben.
Dieser Brauch etablierte sich weit über die Grenzen Beuels hinaus, wo seit 1957 nicht nur das Alte Beueler Damenkomitee von 1824, sondern alle Komitees aus den Ortsteilen am alljährlichen Sturm auf das Rathaus beteiligt sind, mit dem der Höhepunkt der „fünften Jahreszeit“ eingeleitet wird.
Da die Männer an diesem Tag an den Veranstaltungen der Weiber nicht teilnehmen durften, aber sehr interessiert waren, was selbige dort „treiben“, ist die Idee entstanden, sich mit Frauenkleidung in die Säle einzuschleichen. Mit einem Auftritt zur Belustigung der Weiber konnte man dann erfahren, was an diesem Nachmittag passierte.

## Hausfrauenballett
Seit einigen Jahren haben auch Frauen begonnen, die ursprüngliche Form des Männerballetts aufzugreifen.